# Ilmo Paananen
Ilmo Severi Paananen, född 23 december 1927 i Sordavala, död 10 oktober 2014 i Lahtis, var en finländsk ämbetsman och politiker. Han var ledamot av Finlands riksdag (socialdemokrat) 1966-1972. Han var opolitisk arbetskraftsminister år 1975. Han var stadsdirektör i Uleåborg 1974-1990.